# 聖菲利佩 (瓜伊尼亞省)
聖菲利佩是哥倫比亞的城鎮，位於該國東部，由瓜伊尼亞省負責管轄，距離首府伊尼里達250公里，面積3,063平方公里，海拔高度8米，2005年人口1,362。
2°54′20″N 67°05′08″W / 2.90556°N 67.0856°W